# Нікорник гірський
Ніко́рник гірський (Apalis chapini) — вид горобцеподібних птахів родини тамікових (Cisticolidae). Мешкає в Малаві, Танзанії і Замбії. Названий на честь американського орнітолога Джеймса Чапіна.

## Підвиди
Виділяють два підвиди:
- A. c. chapini Friedmann, 1928 — Центральна Танзанія;
- A. c. strausae Boulton, 1931 — Північно-Східна Замбія, Південна Танзанія, Малаві.

## Поширення і екологія
Гірські нікорники живуть у гірських тропічних лісах.